# ×Cleistocana
×Cleistocana — гибрид Cleistocactus и Matucana, семейства Кактусовые, родом из Перу. Буква «×», который иногда встречается перед названием растения, указывает на то, что это не вид существующий в природе, а гибрид выведенный питомниками.

## Таксономия

### Виды
- ×Cleistocana mirabilis (Buining) D.R.Hunt, Cactaceae Consensus Init. 4: 10 (1997)[1].

#### Синонимы
Гомотипные (основанные на одном и том же номенклатурном типе):
- Arequipa × mirabilis (Buining) Backeb., 1966
- Borzicactus × mirabilis (Buining) Donald, 1970
- Echinopsis × anceschiana Molinari & Mayta, 2015
- Matucana × mirabilis Buining, 1963